# Order (album)
Order – piąty album studyjny niemieckiej grupy muzycznej Maroon, wydany 22 października 2007 roku.

## Lista utworów
1. "Morin Heights" (intro) – 1:22
2. "Erode" – 4:00
3. "Stay Brutal" – 3:47
4. "A New Order" – 3:26
5. "Bleak" – 6:23
6. "This Ship Is Sinking" – 4:23
7. "Call of Telah" (preludium) – 0:54
8. "Leave You Scared & Broken" – 4:40
9. "Children Of The Next Level" – 3:18
10. "Bombs Over Ignorance" – 3:22
11. "Wolves At The End Of The Street" – 4:01
12. "Schatten" – 7:35

Utwory bonusowe (wersja digipack i winyl)
1. "Under The Surface" – 4:29
2. "Wider Allem" – 2:53
3. "Teenage Kicks" (cover The Undertones) – 2:23
4. "Maschinerie" – 3:51

## Twórcy
Członkowie zespołu
- André Moraweck – śpiew
- Sebastian Grund – gitara elektryczna
- Sebastian Rieche – gitara elektryczna
- Tom Eric Moraweck – gitara basowa
- Nick Wachsmuth – perkusja

Udział innych
- Markus Stock alias Ulf Theodor Schwadorf (Empyrium, The Vision Bleak) – nagrywanie, produkcja muzyczna, partie keyboard, orkiestracja[9][10][11][12][13]
- Slasher – projekt okładki[11]

## Informacje
- Prace nad albumem trwały od listopada 2008 do stycznia 2009[14]. Materiał na płytę był nagrywany w Niemczech, wraz z Markusem Stock (z zespołu The Vision Bleak) w Klangschmiede Studio E w Zeltingen-Rachtig/Mellrichstadt[14][15][13]. Miksowanie wykonano w studiu Fredman Fredrika Nordströma w Szwecji, mastering wykonano w West West Side Studio w Stanach Zjednoczonych[14][10].
- Za termin premiery przyjęto 17 kwietnia 2009[9]. W Europie album ukazał się 20 kwietnia 2009[14].
- W związku z wydaniem płyty powstało nowe logo zespołu[16]. Projekt okładki płyty wykonał Slasher ze Stanów Zjednoczonych[11]. Na obrazie zostały przedstawione stojące w kręgu kobiety z częściowo obnażonymi torsami i skierowanymi w stronę nieba spojrzeniami[9], w oczekiwaniu na wydanie tytułowego rozkazu[12][17]. Motyw został zaczerpnięty przez autora od pomysłu artystki z Bałkanów[17]. Można domniemywać, iż sugestywne znaczenie ma liczba 12 kobiet widniejących na okładce płyty, stojących nieruchomo w kręgu, która budzi skojarzenie z dwunastoma laty trwania III Rzeszy (1933-1945)[18].
- Muzycznie była to najmroczniejsza płyta zespołu, zmierzająca nawet w kierunku black metalu[15][17]. Ponadto pojawiły się wpływy thrash metalu, gothic metalu, speed metalu, melodic death metalu[17][11]. Na płycie zaznaczono także inspiracje z muzyki klasycznej i symfonicznej[19]. Mimo tego całościowo materiał był odbierany jako powrót do nurtu hardcore[17].
- Teksty do utworów stworzyli bracia Tom Eric i André Moraweckowie[14]. W opinii tego pierwszego zawartość tekstowa na płycie Order dotyczy stosunku zależności osoby, która przewodzi (wódz) oraz tych, którzy za nią podążają[14][9]. André Moraweck określił album jako „definitywnie (naszą) najbardziej ponurą płytą”[15]. Wyjaśnił on, co kryje się za tytułem płyty: „Jak można zobaczyć już na okładce, chodzi o to, że wielu ludzi w naszym społeczeństwie nie może obejść się bez rozkazów. Czy to religijnych, od państwa, od szefa albo od żony w domu – wielu ludzi nie myśli już samodzielnie. Tą płytą chcemy powiedzieć, że należy znów zacząć myśleć. Na okładce widać kobiety, które fanatycznie spoglądają ku górze i czekają na rozkazy. Naturalnie można to wieloznacznie interpretować, chcemy dać każdemu możliwość własnej prawdy”[15]. Koncepcja albumu stanowi generalne odniesienie do wszelkich rodzajów zależności (pochodzenia religijnego lub politycznego czy państwowego), uwiązania społeczeństw, wpływu i rozkazów ze strony państwa, władzy, religii (także sekt), policji, rodziny, szkoły na jednostkę[17]. Bezpośrednio może dotyczyć realiów i sytuacji panujących w Niemczech. Dotyczy to z jednej strony współczesnych czasów i dotyka kwestii wynikających z przekonania o posłuszeństwie, przesadnej subordynacji oraz wrodzonej ustępliwości społeczeństwa niemieckiego wobec władz i przywódców rządzących nim. Z drugiej strony konkretne utwory można odnosić również do historii Niemiec z czasów nazistowskiej dyktatury Adolfa Hitlera (np. utwory "Bombs over ignorance" oraz "This Ship is sinking", w którym zgodnie ze słowami T.E. Morawecka została zarysowana zasada wodzostwa[9]).
- Tekst utworu "A New Order" stanowi wyobrażenie działania z punktu widzenia osoby stosującej metody zabijania w imię realizacji idei[19].
- Ostatni na płycie utwór "Schatten" to zarazem pierwszy w dorobku Maroon wykonany w ojczystym języku niemieckim[10]. Tekst tego utworu to wiersz sprzed 150 lat autorstwa niemieckiego poety Friedricha Rückerta (1788-1866) ze zbioru "Kindertodtenlieder" (pol. "Pieśni ku czci zmarłych dzieci"). Rückert poświęcił 428 wierszy swoim dwóm zmarłym na szkarlatynę dzieciom[12][13][11][17][15][20]. W tym zakresie jest to literacki odpowiednik Jana Kochanowskiego, autora Trenów.
- Utwór "Children Of The Next Level" porusza sprawę sekty Heaven’s Gate, która zmusiła swoich członków do poświęcenia dla niej całego swojego życia[16]. W utworze tym głosów użyczyli przedstawiciele sceny blackmetalowej: Iblis (Endstille) na początku utworzu oraz sG (Secrets Of The Moon) na końcu piosenki[9][12][10]. W tym kontekście łączyć należy tytuł preludium zatytułowane "Call of Telah". TELAH to skrót od "The Evolutionary Level Above Human" (pol. "Poziom Ewolucji Ponad Ludźmi") i używany był przez sektą Heaven’s Gate[21].
- Utwór bonusowy "Teenage Kicks" jest autorstwa grupy The Undertones i pochodzi pierwotnie z płyty The Undertones z 1979 roku.
- Słowa utworu "Bleak", napisane przez Toma Erica Morawecka, został zainspirowane piosenką pt. „Over and Out” grupy Alkaline Trio, wydanej na albumie Agony & Irony (2008)[9]
- We wkładce do płyty Maroon wymieniono jako wsparcie loga organizacji People for the Ethical Treatment of Animals (PETA) oraz Animal Liberation Front (ALF)[17].
- Celem promocji albumu został nakręcony teledysk do utworu "Stay Brutal"[9][22]. Zdjęcia do niego zostały zrealizowane w rejonie miast Nordhausen i Lipska[12]. Na potrzeby wideoklipu kręcono także ujęcia nocą w lesie, które ostatecznie nie zostały użyte w efekcie końcowym[12].
- Wersja digipack i winylowa posiadały inną oprawę graficzną[11].